# Apostolowe
Apostolowe (ukrainisch Апостолове; russisch Апостолово Apostolowo) ist eine ukrainische Stadt in der Oblast Dnipropetrowsk mit 14.252 Einwohnern (2015). Die Stadt ist ein wichtiger Eisenbahnknotenpunkt an der Kreuzung von zwei Bahnlinien sowie bis Juli 2020 das administrative Zentrum des gleichnamigen Rajons Apostolowe.

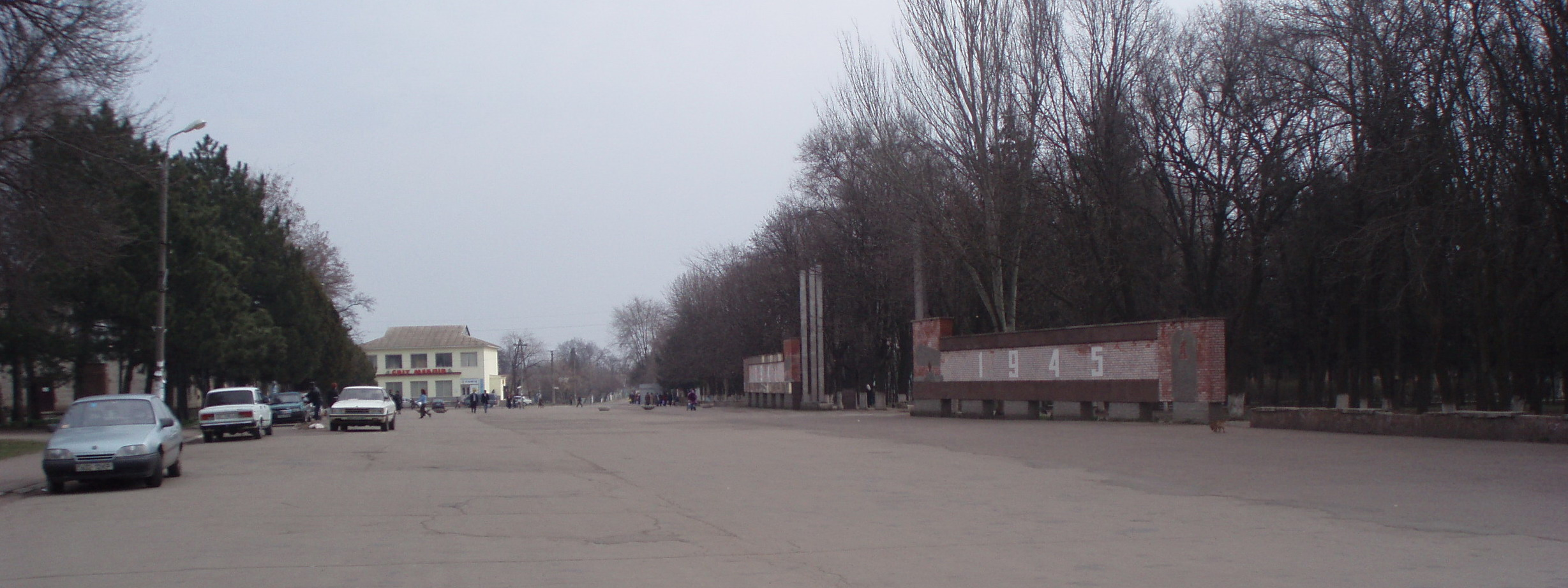
Hauptstraße der Stadt

## Geographie
Die Oblasthauptstadt Dnipro liegt 175 km nordöstlich der Stadt, an der Stadt vorbei verläuft die Fernstraße
N 23, die die Stadt in Richtung Nordwesten nach 45 km mit Krywyj Rih und im weiteren Verlauf mit Kropywnyzkyj verbindet und in Richtung Osten nach 65 km nach  Nikopol und weiteren 80 Kilometern nach Saporischschja führt. Des Weiteren verläuft die Territorialstraße T-04-19 von Selenodolsk nach Sofijiwka durch die Stadt. 2 km südwestlich der Stadt verläuft der Dnepr-Krywyj-Rih-Kanal. Die Stadt besitzt einen Bahnhof an den Bahnstrecken Krywyj Rih–Komysch-Sorja und Cherson–Dnipro.

## Geschichte
Die Stadt wurde 1793 gegründet. Zwischen 1818 und 1923 hieß der Ort Pokrowskoje (russisch Покровское).
Im Zweiten Weltkrieg wurde die Stadt von der deutschen Wehrmacht am 17. August 1941  besetzt und im Rahmen der Nikopol-Krywyj Riher Operation am 5. Februar 1944 von der Roten Armee befreit. Seit 1956 hat Apostolowe den Status einer Stadt.

### Verwaltungsgliederung
Am 5. August 2015 wurde die Stadt zum Zentrum der neugegründeten Stadtgemeinde Apostolowe (Апостолівська міська громада/Apostoliwska miska hromada). Zu dieser zählen auch die 17 in der untenstehenden Tabelle aufgelisteten Dörfer sowie die Ansiedlungen Schowte und Ukrajinka, bis dahin bildete sie zusammen mit dem Dorf Nowomarjaniwka sowie der Ansiedlung Ukrajinka die gleichnamige Stadtratsgemeinde Apostolowe (Апостолівська міська рада/Apostoliwska miska rada) im Zentrum des Rajons Apostolowe.
Am 17. Juli 2020 kam es im Zuge einer großen Rajonsreform zum Anschluss des Rajonsgebietes an den Rajon Krywyj Rih.
Folgende Orte sind neben dem Hauptort Apostolowe Teil der Gemeinde:
| Name                     | Name              | Name                                     |
| ukrainisch transkribiert | ukrainisch        | russisch                                 |
| ------------------------ | ----------------- | ---------------------------------------- |
| Kamjanka                 | Кам'янка          | Каменка (Kamenka)                        |
| Kateryniwka              | Катеринівка       | Катериновка (Katerinowka)                |
| Mychajliwka              | Михайлівка        | Михайловка (Michailowka)                 |
| Mychajlo-Sawodske        | Михайло-Заводське | Михайло-Заводское (Michailo-Sawodskoje)  |
| Nowa Sitsch              | Нова Січ          | Новая Сечь (Nowaja Setsch)               |
| Nowoiwaniwka             | Новоіванівка      | Новоивановка (Nowoiwanowka)              |
| Nowomarjaniwka           | Новомар'янівка    | Новомарьяновка (Nowomarjanowka)          |
| Nowosemeniwka            | Новосеменівка     | Новосеменовка (Nowosemenowka)            |
| Persche Trawnja          | Перше Травня      | Перше Травня (Persche Trawnja)           |
| Saporiske                | Запорізьке        | Запорожское (Saporoschskoje)             |
| Schewtschenko            | Шевченко          | Шевченко (Schewtschenko)                 |
| Schowte                  | Жовте             | Жёлтое (Schjoltoje)                      |
| Schyrotschany            | Широчани          | Широчаны (Schirotschany)                 |
| Serhijiwka               | Сергіївка         | Сергеевка (Sergejewka)                   |
| Slowjanka                | Слов'янка         | Славянка (Slawjanka)                     |
| Tarasso-Hryhoriwka       | Тарасо-Григорівка | Тарасо-Григорьевка (Tarasso-Grigorjewka) |
| Tscherwona Kolona        | Червона Колона    | Червоная Колонна (Tscherwonaja Kolonna)  |
| Ukrajinka                | Українка          | Украинка (Ukrainka)                      |
| Wolodymyriwka            | Володимирівка     | Владимировка (Wladimirowka)              |

## Bevölkerung

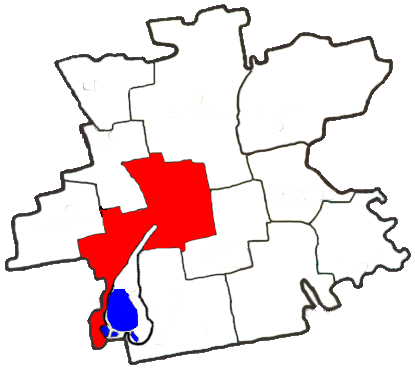
Stadtgebiet der Stadtgemeinde Apostolowe innerhalb des Rajon Apostolowe

Quellen: 1835–1912 ,
1939: ,
1959–1979 ,
1989–2015 